# 1295-ös porosz felkelés
Az 1295-ös porosz felkelés a balti poroszok utolsó nagy megmozdulása volt a Német Lovagrend ellen.
A német lovagok 1233-tól fokozatosan igázták le a porosz törzseket a Balti-tenger mellékén. Az őslakosság két hosszú felkelése (1242–53, 1260–74) majdnem elsöpörte őket Kelet-Európából, de Lengyelország, a Német-római Birodalom, a Hanza és Csehország segítségével a lovagok a poroszokat lassan leigázták és 1275-re már csak három kelet-porosz törzs volt még szabad.
1283-ban a keresztesek leigázták Suduvát (Sudauia) és ezzel teljes Poroszországot uralmuk alá hajották. Bár az utolján leigázott területek keleti határai vitatottak, mert számos történész úgyvéli, hogy azok nem porosz, hanem litván területek voltak.
1286-ban még egy időszakos lázongás volt a balti lakosság részéről, amit Szvantopolk (Świętopełk) Rügen hercege segített. Ennél azonban nagyobb megmozdulás robbant ki 1295-ben Sambia (Vendföld) és Natangia területén. Az ottani poroszokat még a 40-es, 50-es években hódították meg a keresztesek. A felkelőket katonailag segítette Vytenis litván nagyfejedelem. A litván-porosz sereg bevette Bartensteint (Bartoszyce), majd Königsberget.
A kezdeti sikereknek azonban hamar vége lett. A lovagok még ebben az évben vereséget mértek a felkelőkre és Vytenist is kiszorították az országból, majd hadjáratot vezettek Szamogitiába (Žemaitia) és Litvániába.
Északon a teutonok és a kardtestvérek 1298-ban Neuremüllennél legyőzték a délről Livóniát rendszeresen támadó litvánokat.